# El Tablón
El Tablón de Gómez es un municipio colombiano ubicado en el departamento de Nariño. Se sitúa a 62 kilómetros de San Juan de Pasto, la capital del departamento.

## Toponimia
El Tablón de Gómez, en homenaje al primer párroco, el "Presbítero José Gómez”.

## División Político-Administrativa
Además de su Cabecera municipal. El Tablón de Gómez tiene bajo su jurisdicción los siguientes Centros poblados:
- Aponte
- La Cueva
- La Victoria
- Las Mesas
- San Rafael

## Historia
Siguiendo el orden cronológico que las informaciones historiográficas suministran, se establece lo siguiente: “A comienzos del siglo XVI hacia el año de 1535, el hoy territorio del Municipio de El Tablón de Gómez, estaba habitada por tribus indígenas procedentes del Putumayo, gobernados por el Cacique Carlos Tamabioy, natural de Santiago Putumayo.
En 1775, el cura de Pasto, Maestro Francisco Rosero da cuenta de que en ese año (1535) salieron del Valle de Sibundoy 25 familias Ingas por un camino de herradura que comunica el Valle de Sibundoy con las tierras de Aponte, el camino que cruza el Páramo de Juanoy para posteriormente radicarse en Aponte, por ese entonces el Tablón, tenía 300 habitantes. Este importante municipio, inicialmente se llamó Juan Anabut, luego El Tablón de Gómez.
Posteriormente estas tierras fueron colonizadas por los españoles, constituyéndose en “dueños” de los grandes predios que antes por derecho propio correspondía a los nativos. “El primer dueño del Tablón, fue el señor Cristóbal Marsillo, a quien los alféreces le dieron el respectivo título, por orden del Rey de España, hacia finales del siglo XVII (1699)”.
“Desde a mediados del siglo XVI el hoy Municipio de El Tablón de Gómez, fue cabecera de la doctrina de Juan-anabut de lo que dependía Buysaco, Ixsagui, Mohondi, Guajanzango, Zacanambuy y Chachaubí a cargo del Clero Secular”. Por otra parte, también se habla de los que hoy son municipios de Buesaco y el Tablón de Gómez incluido el Resguardo Indígena de Aponte, hacia el año 1624, siglo XVII, pertenecían a la encomienda denominada Juanambú, entregada a la familia Ortíz de Arqueta, por parte del Gobernador de Popayán y Capitán General de estas provincias, Don Pedro Lasso; donde la familia Ortíz de Arqueta, entregaron finalmente a Don Ramón de la Barrera, quien las poseía con legítimo título en 1775”
También se registra otra versión historiográfica en cuanto a la fundación del hoy casco urbano de El Tablón de Gómez se refiere, sosteniéndose que: “El Tablón fue fundado por Don Lorenzo Gómez, hacia la segunda mitad del siglo XVIII (1760)”. (Romo y R., Datos útiles para Alcaldes e Inspectores de Policía, 1965, pág. 37). Esta versión y expresamente el apellido del señor Lorenzo, se contrapone al del Presbítero, en este orden, no se sabe el apellido de Gómez, a cuál de los dos señores corresponde, permitiéndonos entonces, plantear la hipótesis de que el real fundador de El Tablón, fue Don Lorenzo pero el apellido Gómez, lo tomó el del Presbítero por haber sido éste el primer cura que visitó el sitio o sección del ahora Tablón, denominado entonces, Tablón de Gómez. Por otro lado, esta misma versión sostiene que el nombre "el tablón" proviene de un homenaje que Don Lorenzo quiso hacerle a un tablón de madera que había salvado su vida luego de que los indígenas Aponte lo amarrasen de pies y manos, y lo tirasen al río conocido ahora como río Aponte. “Hacia el año de 1834, fue erigido como Municipio bajo el dictamen del Cabildo de Pasto”.
El municipio de El Tablón de Gómez no siempre ha sido el mismo, antes se le llamaba solo el Tablón pero luego gracias a que se descubrió y se siguió por tradición el hecho de que el Señor Gómez fundo el municipio se le dio el nombre EL TABLÓN DE GÓMEZ.
El nombre del municipio es precisamente un homenaje a su fundador. Esta versión que es tradicionalmente aceptada, contradice aquella que afirma que el nombre del municipio se da en homenaje a su primer párroco, el presbítero José Goméz de la zona donde se fundó el municipio forman parte los antiguos dominios de los Indígenas Apontes, procedentes del Putumayo y que fueron traídos a esta zona por el sacerdote Dominico Francisco de Aponte. Aún hoy sobreviven sus descendientes asentados en el Resguardo Indígena Inga de Aponte. Hacia 1834 el cabildo de Pasto lo erige municipio

## Demografía
Población Total: 13890 hab. (2005)
- Población Urbana: 969
- Población Rural: 12921

### Etnografía
Según las cifras presentadas por el DANE en el censo de 2005, la composición étnica del municipio es: 
- blancos & mestizos (83,1%)
- Indígenas (16,9%)

## Personajes y Grupos Destacados
- Grupo NEÓN + (Grupo musical)
- Alonso Rengifo Ordóñez (29 de mayo de 1960) Pintor y Escultor.
- Hernando Chindoy Chindoy. Líder del pueblo inga de Aponte.
- La Diez (Grupo musical)
- Julio Chindoy Cantautor Pueblo Inga de Aponte http://www.youtube.com/c/juliochindoy
- Resonancia Audiovisual colectivo de comunicaciones   https://www.facebook.com/Resonancia-Audiovisual-108911495204907/ .

## Generalidades
- Fundación del municipio: 1760
- Erupciones Volcánicas de Doña Juana:14 de agosto de 1936, 20 de abril de1898, 13 de noviembre de 1899.[3]
- Fundadores: Lorenzo Gómez
- Apelativo: "Tierra de gente amable y trabajadora"
- Gentilicio: Tabloneros o Tablerunos

El municipio se encuentra dividido en 5 corregimientos y un Resguardo Indígena Inga.

## Economía
- Agricultura: Café, maíz,'tomate de mesa', frutales de clima caliente, Yuca, Fríjol.
- Ganadería
- Comercio

El municipio ha sido tradicionalmente un gran productor de Café.

## Fiestas
- Patronales de la Virgen de Las Mercedes — 24 de septiembre
- Virgen de La Cueva — segundo domingo del mes de octubre
- Carnaval de Negros y Blancos - 4,5 y 6 de enero.
- Fiestas patronales en honor a la Inmaculada Concepción corregimiento de Las Mesas - 8 de diciembre
- Atun Puncha Carnaval Resguardo Indígena Inga de Aponte - Un día antes del miércoles de ceniza.
- Fiestas patronales Santiago Apóstol en el Reguardo Inga de Aponte 26 de junio.

## Sitios de interés
- Puente colonial Juanambú, declarado patrimonio cultural de la nación.
- Complejo volcánico Doña Juana
- Santuario de Nuestra Señora de La Cueva
- Resguardo indígena inga de Aponte
- Aguas termales, vereda Maria Inmaculada, más conocidas como La Lava, corregimiento de Las Mesas
- Laguna de Los Patos en el resguardo indígena inga de Aponte, conocido como el páramo Doña Micaila, a 2500 metros sobre el nivel del mar.

## Platos típicos
- Cuy
- Empanadas de añejo
- Sopa de mote
- Chicha de maíz
- Sancocho de gallina criolla